# Джон Блуен
Джон Блуен (фр. John Blouin) — канадський франкомовний режисер-документаліст з Квебеку. У 2013 році його фільм «Кіноплівка» отримав спеціальну згадку журі міжнародного конкурсу короткометражного кіно на фестивалі документального кіно «Visions du Réel» (Швейцарія).
Лауреат премії Ради літератури і мистецтв Квебеку (2020).

## Біографічні відомості
До кінематографу Джон Блуен залучився під час навчання за спеціальністю «література і семіотика», коли працював також кіномеханіком. Ця робота сприяла створенню проєкту «Кабіна обскура». Це була своєрідна кінематографічна жива вистава, у якій поєднувалися плівка 35-16 мм, HD-проєкція, тіні, музика і флеш-ефекти. До проєкту  приєдналося багато митців. З цим проєктом Джон Блуен виступав на багатьох фестивалях та в багатьох містах, від Монреаля до Пекіна.
У 2019 році увійшов до складу журі 48-го фестивалю незалежного кіно «Festival du nouveau cinéma» (Монреаль).

## Фільмографія
- Поцілунок Лоре (2010)
- Зміна (2011)
- Кіноплівка (2012)
- Vaillancourt (2019)